# Rhins of Galloway

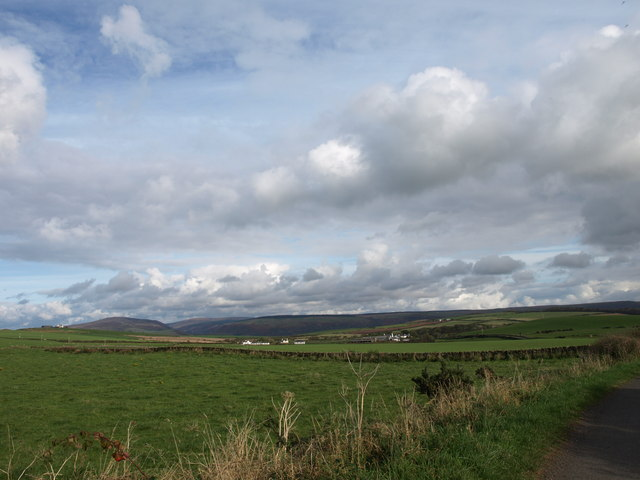
Typische Landschaft auf der Rhins of Galloway

Die Rhins of Galloway, auch Rhinns of Galloway, kurz The Rhins oder The Rhinns (nicht zu verwechseln mit der ebenso abgekürzten Halbinsel Rhinns of Islay), ist eine Halbinsel in Schottland. Ihr Name leitet sich von gälisch roinn (Kap, Vorsprung) sowie der historischen Region Galloway ab.

## Geographie

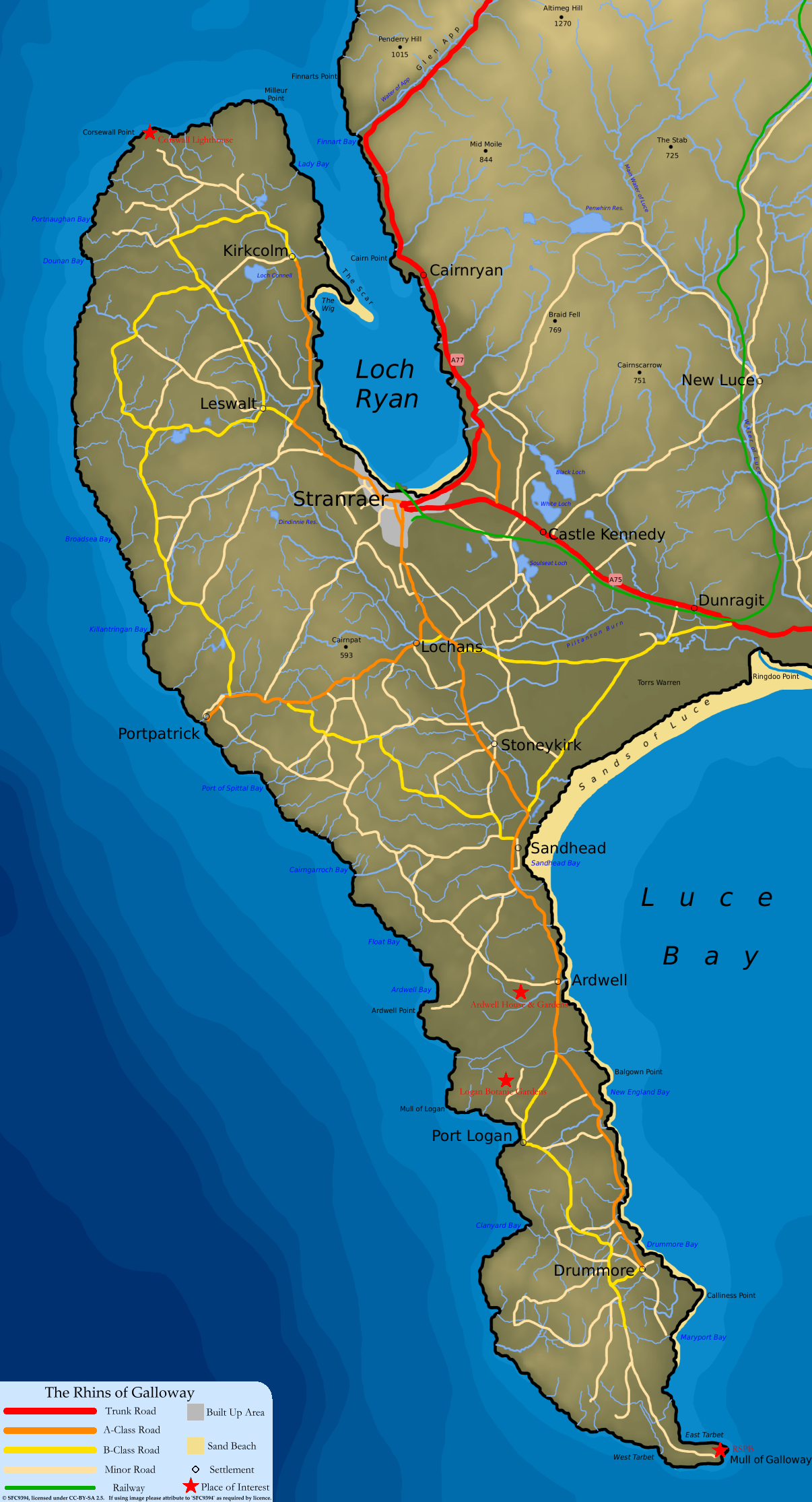
Landkarte der Rhins of Galloway

Die annähernd hammerförmige Halbinsel tritt im Südwesten Schottlands aus der Landmasse heraus. Ihre Nord-Süd-Ausdehnung beträgt von den Extremorten Corsewall Point im Norden bis zur Mull of Galloway im Süden rund 46 km. Hierbei ist sie maximal rund neun Kilometer breit. Die Halbinsel nimmt eine Fläche von rund 310 km2 ein. Sie ist fast mittig über eine 9,5 km breite Landenge mit Großbritannien verbunden. Der Teil nördlich der Landenge wird auch als North Rhins of Galloway, der südliche als South Rhins of Galloway bezeichnet. Die Mull of Galloway markiert den Beginn des Nordkanals, der entlang der Westküste der Halbinsel verläuft. An der Ostseite trennen die Luce Bay im Süden beziehungsweise Loch Ryan im Norden die Rhins of Galloway von Großbritannien. Bei der Mull of Galloway handelt es sich um den südlichsten Punkt Schottlands.
Die Rhins of Galloway ist dünn besiedelt. Zu den bedeutendsten Ortschaften zählen Stranraer an der Landenge sowie Portpatrick am Nordkanal. Flüsse sind auf der Rhins of Galloway nicht zu finden. Lediglich zahlreiche Bäche durchziehen die Halbinsel. Als Teil der Central Lowlands weist sie ein flaches Höhenprofil auf. Mit einer Höhe von 181 m markiert die Kuppe des Cairnpat die höchste Erhebung.
Administrativ ist die Rhins of Galloway Teil der Council Area Dumfries and Galloway. Historisch gehörte sie zur Region Galloway beziehungsweise zur traditionellen Grafschaft Wigtownshire.

## Verkehr
Stranraer ist Endpunkt der aus Gretna kommenden A75, die Teil der Europastraße 18 ist. Die aus Glasgow kommende A77 führt über Stranraer hinaus bis Portpatrick. Von der A77 nach Süden führend, bindet die A716 die Ortschaften bis Drummore an das Straßennetz an. Die ab Stranraer nach Norden verlaufende A718 geht in Kirkcolm in der B738 auf. Ehemals verbanden Fähren ab Stranraer und Portpatrick die Rhins of Galloway mit dem nordirischen Belfast. Diese verkehren jetzt jedoch ab Cairnryan rund zehn Kilometer nordwestlich von Stranraer.

## Sehenswürdigkeiten
Auf der Rhins of Galloway befinden sich verschiedene Bauwerke der höchsten schottischen Denkmalkategorie A. Hierbei handelt es sich um die Leuchttürme Corsewall Lighthouse und Mull of Galloway Lighthouse, das südlichste Gebäude Schottlands. Des Weiteren die Tower Houses Dunskey Castle, Galdenoch Castle, Stranraer Castle und Lochnaw Castle. Neben dem Herrenhaus Logan House ist auch die Logan Windmill als Kategorie-A-Bauwerk klassifiziert. Außerdem die beiden Kirchengebäude Old Parish Church of Kirkmaiden und Portpatrick Old Parish Church. Zuletzt sind in Stranraer das Stranraer Museum sowie die Gebäude 18–20 King Street Denkmäler der Kategorie A. Historisch interessant ist auch der Broch Doon Castle.